# Casper Radza
Casper Radza (født 26. februar 1994 i Danmark) er en dansk fodboldspiller, der spiller for Middelfart G&BK.

## Karriere

### Odense Boldklub
I marts 2012 fik Radza forlænget sin kontrakt med OB. Det første år af kontrakten var en deltidskontrakt, fordi han skulle færdiggøre sin HF-uddannelse, hvorefter den unge målmand tiltrådte som fuldtidsprofessionel fra sommeren 2013. Det vil sige, at han i sommeren 2013 blev rykket op i seniortruppen. Han fik rollen som tredje målmand i seniortruppen.
Da Radza havde kontraktudløb i sommeren 2014, fik han den forlænget, netop i sommeren 2014. Den udløb nu i sommeren 2016.
Den 7. august 2015 fik Casper Radza sin debut i Superligaen for Odense Boldklub, da han blev skiftet ind efter 64 minutter i stedet for Michael Falkesgaard i en 2-2-kamp mod AGF.
Odense Boldklub offentliggjorde den 28. januar 2016 på deres hjemmeside, at Casper Radza stoppede i klubben for at søge mere spilletid i en anden klub.

### Næsby BK
Dagen efter det stoppet i OB blev det offentliggjort, at Næsby BK havde hentet Superligamålmanden Casper Radza.

### TB Tvøroyri
Han skiftede den 20. juli 2016 til TB Tvøroyri.

### Middelfart G&BK
Den 13. december 2016 blev det offentliggjort, at Casper Radza skiftede til Middelfart G&BK på en halvandetårig aftale.

## International karriere
Radza har spillet på adskillige af Danmarks ungdomslandshold, så kan ses i infoboksen til højre.